# Мордовсько-Маскинське сільське поселення
Мордо́всько-Ма́скинське сільське поселення (рос. Мордовско-Маскинское сельское поселение) — муніципальне утворення у складі Єльниківського району Мордовії, Росія. Адміністративний центр — село Мордовсько-Маскинські Виселки.

## Населення
Населення — 193 особи (2019, 236 у 2010, 297 у 2002).

## Склад
До складу поселення входять такі населені пункти:
| Населений пункт                     | Населення, осіб (2002) | Населення, осіб (2010) |
| ----------------------------------- | ---------------------- | ---------------------- |
| Лепченка, присілок                  | 58                     | 39                     |
| Мордовські Полянки, присілок        | 67                     | 49                     |
| Мордовсько-Маскинські Виселки, село | 172                    | 148                    |